# كويران (غرمسار كرمان)
کویران (بالفارسية: کویران) هي منطقة سكنية تقع في إيران في قسم غرمسار الریفي. يقدر عدد سكانها بـ 0 نسمة بحسب إحصاء 2016.